# 앵거스 윌슨
앵거스 윌슨(Sir Angus Frank Johnstone-Wilson, CBE, 1913년 8월 11일 ~ 1991년 5월 31일)은 잉글랜드의 소설가이자 작가이다.
어린시절을 남아프리카에서 보내고 옥스퍼드 대학을 졸업했다. 졸업 후 대영 박물관에서 근무하다가, 신경쇠약의 자기치료를 위해 주말마다 소설을 쓰기 시작, <나쁜 친구들>(1949)이란 단편집으로 문단에 데뷔, 이듬해 <아주 어여쁜 도러스>(1950)를 내었다. 모두 풍자성이 강하고 변형적인 등장인물을 묘사하여 현대의 풍속을 풍자한 것이 특징이다. 장편 <독약(毒藥)과 그 후>(1952)는 노작가(老作家)를 주인공으로 하여 현대 문명의 증상을 지적한 것이고, <앵글로 색슨의 자세>(1956), <엘리엇 부인의 중년기>(1956), <늦은 방문>(1964), 그리고 원폭(原爆) 전쟁을 다룬 미래소설 <동물원의 노인>(1961) 등이 있다. 평론으로 <디킨스의 세계>(1970)를 내놓고 최근작으로 <마법인 것처럼>(1973)이 있다.